# ایلینوی سیتی (ایلینوی)
ایلینوی سیتی (به انگلیسی: Illinois City) یک منطقهٔ مسکونی در ایالات متحده آمریکا است که در ایلینوی واقع شده‌است. ایلینوی سیتی ۱٫۱۸ کیلومتر مربع مساحت و ۱۵۹ نفر جمعیت دارد و ۲۳۲٫۸۷ متر بالاتر از سطح دریا واقع شده‌است.